# Elezioni presidenziali nella Repubblica Dominicana del 2008
Le elezioni presidenziali nella Repubblica Dominicana del 2008 si tennero il 16 maggio.

## Risultati
| Candidati                | Partiti                                     | Voti      | %     |
| ------------------------ | ------------------------------------------- | --------- | ----- |
| Leonel Fernández         | Partito della Liberazione Dominicana        | 2 199 734 | 53,83 |
| Miguel Vargas            | Partito Rivoluzionario Dominicano           | 1 654 066 | 40,48 |
| Amable Aristy            | Partito Riformista Social Cristiano         | 187 645   | 4,59  |
| Eduardo Estrella         | Partito Rivoluzionario Socialdemocratico    | 19 309    | 0,47  |
| Guillermo Moreno García  | Movimento Indipendenza, Unità e Cambiamento | 18 136    | 0,44  |
| Pedro de Jesús Candelier | Partito Alleanza Popolare                   | 6 118     | 0,15  |
| Trajano Santana          | Partito Rivoluzionario Indipendente         | 1 533     | 0,04  |
| Totale                   | Totale                                      | 4 086 541 | 100   |